# Deportivo El Cedro
O 'Club Deportivo El Cedro  é  uma agremiação poliesportiva paraguaia, da cidade de Assunção, com destaque para  de voleibol indoor feminino com quarto lugar no Campeonato Sul-Americano de Clubes de 1986 (Bolívia), em 1988 (Paraguai) e no ano de 1992 (Brasil). 

## Histórico
Fundado por libaneses radicados no país no em 1950, numa data importante, ou seja, no Dia do Trabalhador, rendendo homenagem aos humildes trabalhadores que vivem na região do rio Paraguai, entre Varadero, San Antonio e parte da Saxônia. Os libaneses tinham como único objetivo oferecer espaço de lazer para as pessoas, para os jovens na hora de sair da dura rotina diária.
Os pioneiros dirigentes  fizeram um grande esforço para adquirir uma propriedade na área da Saxônia, mas ela foi vendida algum tempo depois para comprar as instalações localizadas em Río de la Plata e Rodó, onde a sede "Libanesa" ficou estabelecida por vários anos, mas,  o terreno nunca foi colocado em nome do clube, sempre foi titulado ao General Trifôn López Prado, que, segundo dizem, teria pago a totalidade do empréstimo que foi feito para completar o valor necessário para a compra as novas instalações. O militar é irmão da futura jogadora do time, a Gladys López Prado, que foi presidente da entidade por muito tempo.
As jogadoras que protagonizaram o melhor momento do clube  em meados da segunda metade dos anos 80 foram:Porfiria González, Lourdes da Silva, Delma Larrosa, Lucy Aguero, Gladys González, entre otras, algumas destas atuaram até com suas filhas na equipe. Participaram do Sul-Americano de Clubes de 1985 em Santiago e terminaram em sexto lugar,  com melhores campanhas na edição de 1986 em La Paz alcançando o quarto lugar, repetindo a posição na edição de 1988 em Assunçãoe também em 1992 em São Caetano do Sul
Na década de 90, quando a família López Prado optou por fechar as portas do clube e decidiu vender as instalações à firma Fidesa. "Tentamos recuperar alguma coisa, alguma quantia para tentar comprar outro imóvel. Não foi possível, nem foi possível recuperar as coisas mais valiosas, como os troféus e os documentos da entidade”, lembrou o escrivão Roberto Escobar, que era então presidente do clube. O dirigente entende que naquela época El Cedro perdeu até seu capital imaterial, mas que era o mais importante, o mais valioso, sua história rica, cheia de glórias.
O líder também afirmou que eles voltaram para os libaneses, o grupo de fundadores, na esperança de obter algum apoio. "Nada, nada poderia ser feito”, disse Escobar. Ele também enfatizou que a senhora Gladys López Prado tem um compromisso moral com El Cedro "e tem que dar algo em troca, algum dia”, disse ele. Em outro momento Roberto Escobar, reconheceu que à senhora López Prado fez muito pelo clube, sob sua presidência, na década de 80, conseguiu o pentacampeonato, “mas isso não lhe dá direito de desfazer do patrimônio do clube”.

## Voleibol feminino

### Títulos conquistados
- Campeonato Paraguaio:
- Campeão: 1985, 1986, 1988, 1989, 1992
- Campeonato Sul-Americano:
- Quarto lugar: 1986, 1988, 1992